# Abflammen (Landwirtschaft)

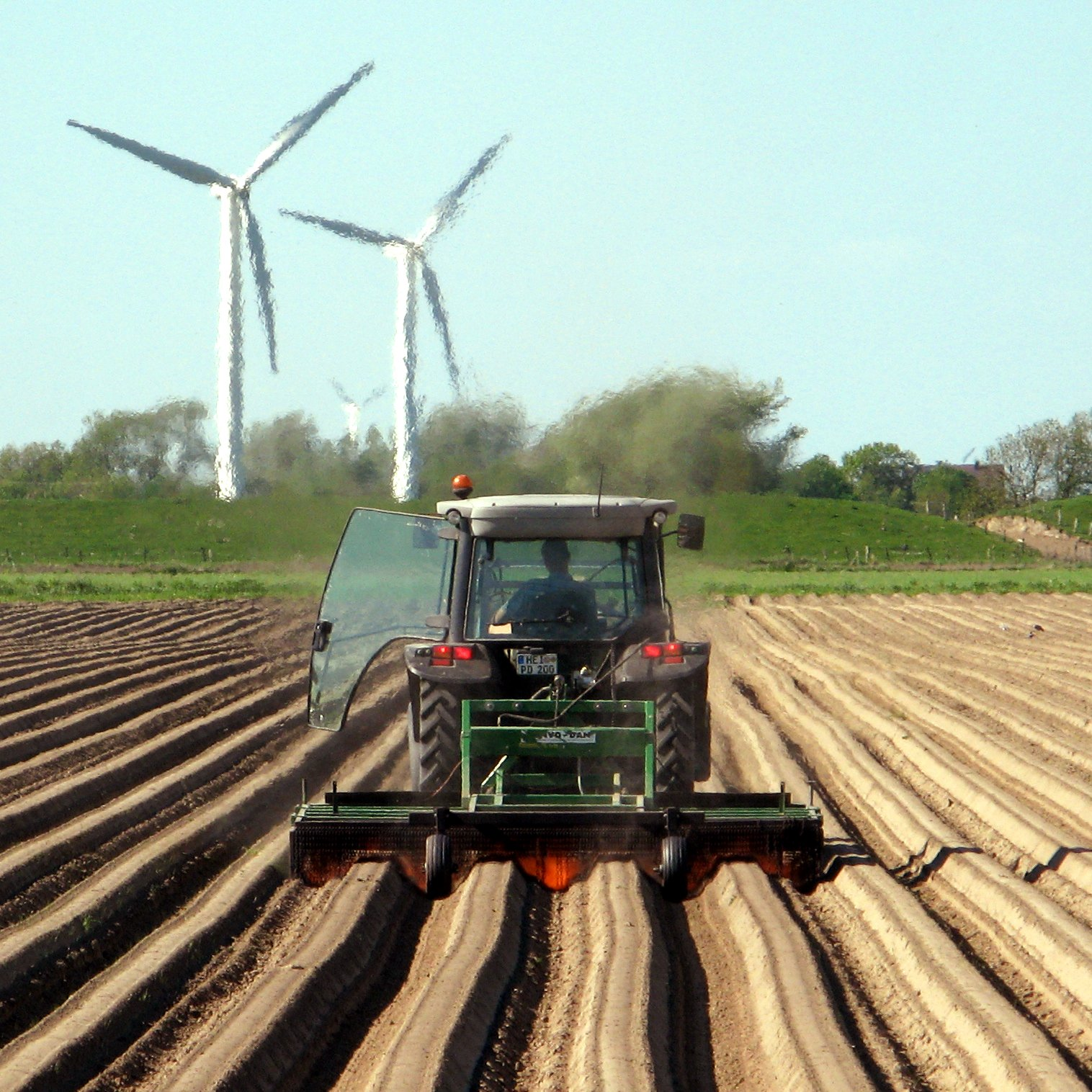
Abflammen der Dämme eines Kartoffelackers im Speicherkoog Dithmarschen

Abflammen stellt ein thermisches Verfahren zur Unkrautbekämpfung in der Landwirtschaft und im Gartenbau dar.
Aufgelaufenes Unkraut wird mit Gasbrennern, seltener Ölbrennern, abgetötet. Durch die Anwendung auf der Bodenoberfläche wird das Bodenleben praktisch nicht in Mitleidenschaft gezogen.
Abflammgeräte gibt es sowohl als Anbaugeräte für Schlepper, die den großflächigen Einsatz ermöglichen, als auch als einfaches Handgeräte, zum Beispiel zur Verwendung im Gartenlandschaftsbau (Abflammen von Wegen) oder im Gemüsebau (Abflammen von schwer zugänglichen Ecken in Gewächshäusern).
In Deutschland verbietet § 39 Absatz 5 des Bundesnaturschutzgesetzes, die Bodendecke auf Wiesen, Feldrainen, Hochrainen und ungenutzten Grundflächen sowie an Hecken und Hängen abzubrennen.